# Honey Russell
John David Russell, detto Honey (Brooklyn, 31 maggio 1902 – Livingston, 15 novembre 1973), è stato un cestista, allenatore di pallacanestro e giocatore di football americano statunitense, membro del Naismith Memorial Basketball Hall of Fame dal 1964.

## Carriera

### Pallacanestro
In venticinque anni di carriera professionistica ha giocato per ventidue squadre differenti, molte dell'American Basketball League, disputando oltre 3.200 gare. Fu in quattro occasioni All-Star con i Chicago Bruins e i Cleveland Rosenblums, vincendo la ABL in due occasioni, nel 1926 e nel 1939. Giocò anche nei Rochester Centrals
Ritiratosi da giocatore allenò l'Università di Seton Hall dal 1936 al 1941, con un bilancio di 101 vittorie e 32 sconfitte. La sua carriera fu interrotta dalla seconda guerra mondiale; tornò ad allenare nel 1946 quando diventò il primo allenatore dei Boston Celtics, posto che occupò per due stagioni disputate nella BAA.
Tornò a Seton Hall nel 1949, dirigendo la squadra fino al 1960, vincendo il NIT nel 1953, contando su giocatori come Walter Dukes e Richie Regan.
Nel 1964 è entrato nella Basketball Hall of Fame come giocatore.

### Football americano
Russell nel 1928 giocò anche a football americano con i Chicago Bears, che erano dello stesso proprietario dei Bruins, con cui giocava a pallacanestro. Con i Bears disputò una partita in NFL.

## Palmarès

### Giocatore
- Campione EL (1933)
- 2 volte campione ABL (1926, 1939)

### Allenatore
- Campione ABL (1926)
- Campione NIT (1953)